# Petr Zikmund
Petr Zikmund, vlastním jménem Jan Otčenášek (17. ledna 1947 Praha – 15. ledna 2025) byl český scenárista, dramaturg, režisér a spisovatel. V minulosti působil jako vedoucí dramaturg hrané tvorby České televize.

## Život
Narodil se 17. ledna roku 1947 v Praze. Jeho otec byl spisovatel a scenárista Jan Otčenášek. V roce 1966 absolvoval pražskou FAMU. Následně začal působit jako režisér Armádního filmu Praha a Krátkého filmu Praha. Od roku 1990 začal pracovat jako scenárista a dramaturg na České televizi. V roce 2002 se stal šéfdramaturgem dramatické tvorby a o dva roky později vedoucím dramaturgem hrané tvorby. Jeho poslední spoluprací byl kriminální seriál Zločiny Velké Prahy z roku 2021. Na základě seriálu později s Janem Drbohlavem a Ivanem Hubačem napsal stejnojmennou knihu.
Jako dramaturg pracoval například na filmech Bathory, Útěk do Budína a Hlídač č. 47. Pracoval i na televizních seriálech, jako jsou Sanitka 2, Dobrodružství kriminalistiky nebo Kriminálka Staré Město.
Zemřel 15. ledna 2025 dva dny před svými 78. narozeninami. O jeho úmrtí informovala jeho dcera Martina Ležáková.